# 1331 Solvejg
1331 Solvejg eller 1933 QS är en asteroid i huvudbältet, som upptäcktes den 25 augusti 1933 av den ryske astronomen Grigorij N. Neujmin vid Simeiz-observatoriet på Krim. Den är uppkallad efter karaktären Solveig i Peer Gynt av Henrik Ibsen.
Den har en diameter på ungefär 36 kilometer.